# Mancılık, Balya
Mancılık là một xã thuộc huyện Balya, tỉnh Balıkesir, Thổ Nhĩ Kỳ. Dân số thời điểm năm 2010 là 500 người.